# Marica
Marica (bułg. Марица, nowogr. Έβρος Évros, starogr.  Ἕβρος Hébros, tur. Meriç) – rzeka na Półwyspie Bałkańskim, w Bułgarii, w Grecji i w Turcji. Długość – 544 km, powierzchnia zlewni – 54 tys. km².
Marica wypływa na stokach gór Riła z jezior górskich Mariczini ezera, później płynie na wschód Niziną Tracką przez Płowdiw, a następnie na wysokości miasta Edirne skręca gwałtownie na południe, by szeroką i stanowiącą rezerwat przyrody deltą, połączyć się z Morzem Egejskim, w pobliżu starożytnego Traianupolis (starogr. Τραϊανούπολις Traïanoúpolis) oraz greckiego miasta Aleksandropolis. Dolny bieg Maricy stanowi granicę pomiędzy Grecją i Turcją. Marica jest żeglowna od miasta Edirne.
Rezerwat delty Evros (gr. Εθνικό Πάρκο Δέλτα Έβρου Ethnikó Párko Délta Évru) stanowi atrakcję, ściągającą rzesze miłośników ornitologii z całej Europy, podobnie jak pobliskie lasy Dadia (gr. Δαδιά Dadiá).
Główne dopływy:
- lewostronne
  - Tundża
- prawostronne
  - Arda